# Club Atlético River Plate (Uruguai)
O Club Atlético River Plate é um clube de futebol uruguaio com sede na cidade de Montevidéu. A equipe disputa a primeira divisão do Campeonato Uruguaio.

## História
Foi fundado em 1932 através da fusão entre Olimpia Football Club e o Club Atlético Capurro. O nome escolhido para essa fusão foi do extinto River Plate Football Club, importante time que conquistou vários títulos uruguaios na época amadora.
O primeiro goleiro do River Plate foi Saroldi Federico Omar, que foi considerado pela imprensa esportiva uruguaia da época como "El Pared" (em português "o muro"). Mas em julho de 1932, disputando um jogo contra o Central F.C., em uma incidência de jogo recebeu, um golpe que causou a sua morte alguns dias mais tarde. Tão grande era a dor em todos os riverplatenses, que em sua homenagem eles decidiram dar o seu nome ao Parque Olímpia.
Em 2008, o clube disputou pela primeira vez a Copa Sul-Americana e acabou sendo eliminado na primeira fase do torneio pela Universidad Católica, do Chile; os uruguaios venceram o primeiro jogo em Montevidéu por 2 a 0 e acabaram goleados pelos chilenos no jogo da volta, em Santiago do Chile.
O clube voltou a disputar a Copa Sul-Americana em 2009, quando obteve sua melhor participação neste torneio. O clube conseguiu sua primeira grande façanha internacional, ao vencer tradicional San Lorenzo da Argentina, pelo placar de 1 a 0, na casa do adversário e depois o derrotou por 7 a 6 na disputa de pênaltis, garantindo vaga nas semifinais da Copa Sul-Americana de 2009. Acabou a competição em 4.º lugar, derrotado nas semifinais pela Liga de Quito que acabou sagrando-se campeã.
Em 2015, conseguiu a classificação para Pré-Libertadores 2016, após obter a melhor pontuação na temporada 14–15.
No dia 2 de fevereiro de 2016, no Estádio Domingo Burgueño, o clube jogou pela primeira vez na sua história uma partida válida pela Copa Libertadores, tendo como adversário a tradicional equipe do Universidad de Chile, jogo válido pela partida da Pré-Libertadores. O primeiro gol foi anotado Michael Santos, capitão da equipe. Depois, no minuto 72, Schiappacasse deu passe para César Taján, marcar o segundo gol do time uruguaio; no entanto, o árbitro deu gol contra do gol chileno. Assim, o River Plate venceu a Universidad de Chile por 2 a 0 e garantiu sua classificação para a fase de grupos da Copa Libertadores ao empatar em 0 a 0 o jogo da volta disputado no Estádio Nacional de Chile.
Em 2019 disputou a Copa Sul-Americana. O clube eliminou o Santos na primeira fase do torneio, após empatar o segundo jogo em 1 a 1 no Estádio do Pacaembu. Os uruguaios ficaram com a vaga por causa do critério dos gols marcados fora de casa – o jogo de ida, em Montevidéu, terminou 0 a 0.

## Títulos
| NACIONAIS | NACIONAIS                      | NACIONAIS | NACIONAIS                          |
|           | Competição                     | Títulos   | Temporadas                         |
| --------- | ------------------------------ | --------- | ---------------------------------- |
| Uruguai   | Campeonato Uruguaio 2º divisão | 6         | 1943, 1967, 1978, 1984, 1991, 2004 |

## Campanhas de destaque
- 4.º Colocado Copa Sul-Americana: 1 (2009)
- 2.º Colocado Campeonato Uruguaio - 1.ª Divisão: 2 (1992, 2007–08)
- 4.º Colocado Campeonato Uruguaio - 1.ª Divisão: 3 (2009–10, 2012–13, 2013–14)

## Participações
|  | Participações em 2020 |

| Competição         | Competição                   | Temporadas                                | Anos |
|                    | Copa Libertadores da América | 1                                         | 2016 |
| Copa Sul-Americana | 7                            | 2008, 2009, 2010, 2013, 2014, 2019 e 2020 |      |
| Copa Conmebol      | 2                            | 1996 e 1998                               |      |